# Conquista de Túnez (1573)
La conquista de Túnez de 1573 fue llevada a cabo por Juan de Austria, comandante de la Monarquía Hispánica. Se resolvió sin sangre mediante una demostración de fuerza.

## Trasfondo
Tras la batalla de Lepanto, Juan de Austria decidió llevar a cabo acciones para aprovechar el impulso cristiano. Su primer intento de asediar la cercana Navarino en 1572 fue infructuoso, debiendo abandonar la misión por descoordinación y condiciones climáticas adversas, aunque en su transcurso el almirante Álvaro de Bazán logró incidentalmente capturar una galera turca comandada por Mahamud Bey, el nieto de Jeireddín Barbarroja y yerno de Turgut Reis, de quien Cervantes cuenta que fue descuartizado por sus propios galeotes cristianos. Quedó así evidenciada la actitud defensiva turca.
La siguiente gran campaña en Grecia debió de abandonarse por la disolución de la Liga Santa y el estrechamiento entre Venecia y los otomanos, por lo que los efectivos españoles quedaron destinados a dar un golpe en África. Bazán impulsó la opción de conquistar Argel, centro neurálgico de la piratería musulmana donde reinaba el padre de Mahamud, Hasán Bajá, pero los demás comandantes no le apoyaron, teniendo en mente el recuerdo de la fallida Jornada de Argel de Carlos I. Por ello, recordando Juan Andrea Doria que la guarnición española de La Goleta en Túnez se encontraba sitiada desde la toma de la ciudad por parte de Uluj Alí, este fue el destino elegido.
Aunque la mayor parte de los recursos del rey Felipe II de España estaban destinados en el Atlántico, considerándose que el Mediterráneo era ya un frente poco peligroso estratégicamente, se reunieron en total 152 galeras, muchas de ellas embarcaciones turcas capturadas en Lepanto, junto con un centenar de buques de vela. Se trataba de una de las mayores muestras de poderío naval hispánico hasta el momento.

## Batalla
Juan de Austria se desplegó ante Túnez en una flota comandada por Bazán con 104 galeras al frente, mientras que Juan Doria permanecería en Sicilia con las 48 restantes en caso de un posible imprevisto, especialmente de su patria, Génova, asediada por intereses franceses. Sin embargo, esto resultó del todo innecesario, ya que la mera llegada de la flota española bastó para que los propios tunecinos cambiasen de bando y atacasen a las fuerzas turcas que las ocupaban. 220 galeotes cristianos fueron puestos a disposición de Juan, quien colocó en el trono a Muley Mohammed, hermano enemigo de proturco Hamida, como gobernante vasallo.

## Consecuencias
A la captura le siguió un despliegue sin objetivos de la armada otomana por parte de Uluj Alí, que regresó sin más que unos saqueos menores. Entre tanto, el Papa Gregorio XIII solicitó a Felipe que le permitiera coronar a Juan de Austria como rey de un nuevo reino de Túnez, pero no hubo éxito. Alí volvería a tomar Túnez el año siguiente debido a la disolución de los refuerzos españoles y a un temporal de varias semanas que impidió a don Juan socorrerla desde sicilia.